# Guyanas flagga
Guyanas flagga antogs den 20 maj 1966 och kallas den gyllene pilspetsen. Skogarna och jordbruket symboliseras av den gröna färgen, vattentillgångarna av den smala vita randen och mineralrikedomen av det gula fältet. Rött står för folkets nit och målmedvetenhet och den svarta randen erinrar om den uthållighet som krävs i uppbyggnaden av en ny stat. Proportionerna är 3:5, handelsflaggans är 1:2.

## Historik
Flaggan skapades av den amerikanske vexillologen Whitney Smith, men saknade då de svarta och vita skiljeränderna. Dessa lades till av brittiska riksheraldikerämbetet College of Arms.